# Maglić
O Maglić é o ponto mais alto da Bósnia e Herzegovina, na fronteira com o Montenegro. Tem 2386 m de altitude. É o ponto mais alto das cordilheiras de Plješevica, Grmeč, Cincar e Raduša no Montenegro, e município de Žabljak. Está orientada na direção noroeste-sudeste.
Maglić está integrado no Parque Nacional Sutjeska, fundado em 1962. O parque é drenado pelo rio Sutjeska, cuja bacia é parcialmente formada pelo maciço do Maglić. O Vučevo (1862 m) e o Zelengora (2014 m) também limitam a bacia.

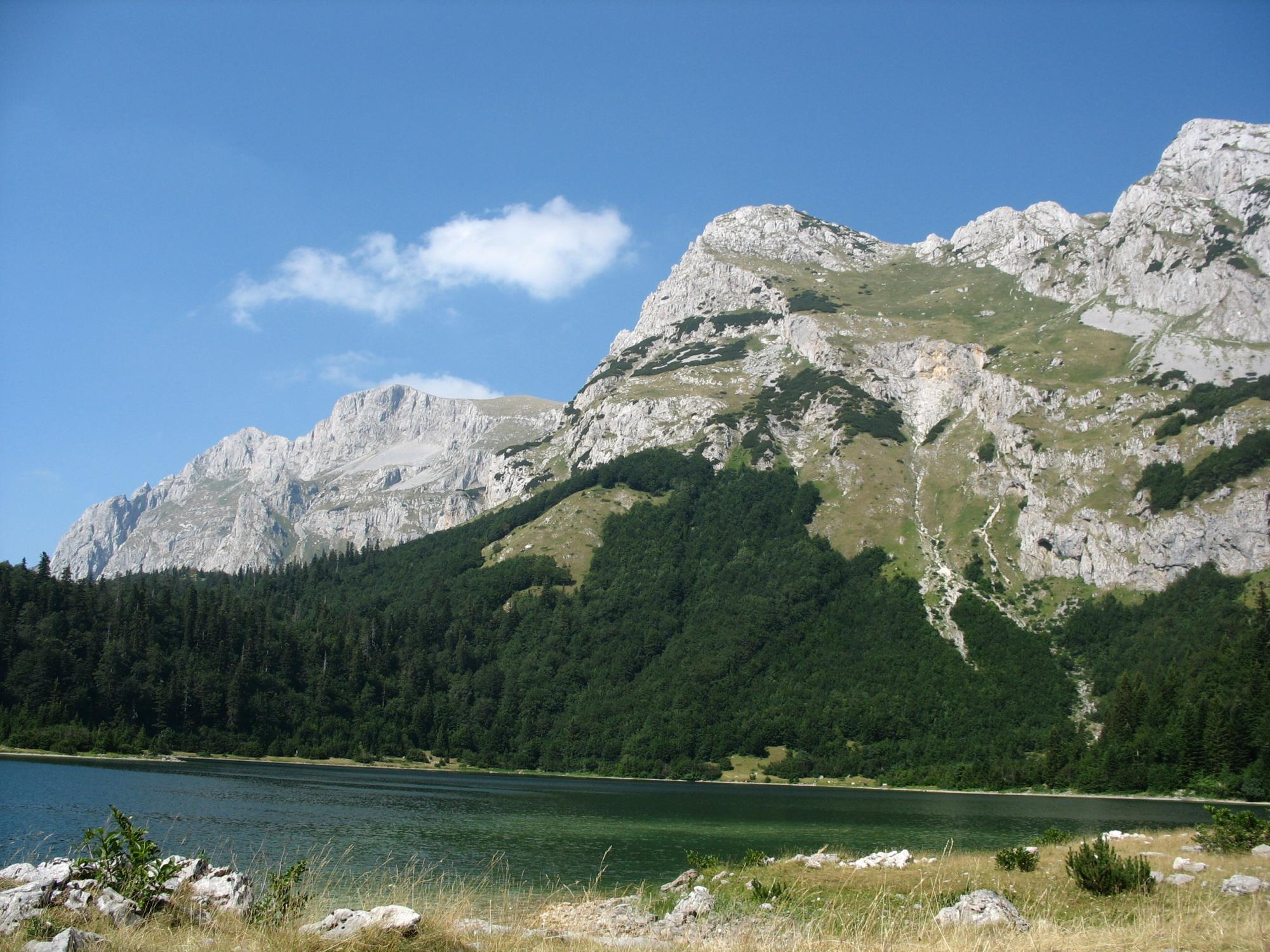
Lago Trnovačko e o Maglić